# 林谷站
林谷站（：／ Imgok yeok */?）是位于韩国光州光山区林谷洞的一个车站，属于湖南线。

## 历史
- 1914年1月14日 - 落成使用。

## 相鄰車站
韓國鐵道公社
湖南線
長城－林谷－河南